# Can Carreter (Montmeló)
Can Carreter és una masia de Montmeló (Vallès Oriental) protegida com a Bé Cultural d'Interès Local.

## Descripció
Cal Carreter és una masia de planta rectangular, consta de planta baixa, pis i golfes. És de carener perpendicular a la façana i coberta a dues vessants de teula àrab i acabat en ràfec. L'estructura és de tres cossos paral·lels essent el central més elevat, fet que li confereix el caràcter basilical. Els murs són de paredat i acabats amb arrebossat.
A la façana de migdia hi ha les obertures principals: la porta d'accés és d'arc rebaixat fet de totxo. Les finestres són de forma rectangular sense decorar, excepte la de l'habitació de l'esquerra que és d'arc rebaixat. La sala s'obre a l'exterior a través d'un petit balcó protegit per una barana de ferro senzilla.
A l'interior encara manté la distribució típica de les masies, tot i les modificacions que se li han anat fent. Les estances conserven la seva distribució original però se n'ha modificat la funció i es fan servir com habitació. La porta principal dona a l'entrada que és l'espai on donen les altres estances, la cuina, l'estable o el celler, i d'on arrenquen les escales d'accés al primer pis. En aquest hi ha la sala, l'espai principal, al voltant de la qual hi ha els dormitoris. Les golfes abans servien per emmagatzemar els productes del camp i ara és una estança més.
Al davant de la masia de cara al carrer Major hi ha un barri tancat per una paret de totxo de recent construcció, l'accés a l'interior es fa a través d'una llarga porta corredissa de fusta.

## Història
Cal Carreter era conegut anteriorment com a Mas Tusell. Se'n té constància documental des de l'any 1776, en què Salvador Julià i Tusell va vendre nou quartans a Jaume Torrents, aquest llega la casa al seu fill Josep Torrents i Portes, un temps més tard aquest en ven un tros a Miquel Riera i li concedeix permís per edificar un o dos cossos a tramuntana vora el camí ral. En el repartiment de 1803 en el que consta el que han de pagar els "individuos i les terres", hi ha registrada "la casa Tosell posehida por Mariano consta habitada de jornalero", la casa és considerada de segona categoria. També surt en el "Reparto por menor a la Contribució general de la parròquia i terme de Montmeló per l'any 1817" en el que hi ha registrat el que ha de pagar cada casa per la producció.